# Anton Rösler (skladatel)
Anton Rösler (26. května 1785 Mikulášovice – 26. prosince 1850 Mikulášovice) byl hudební skladatel, varhaník a druhý učitel (preceptor) z Mikulášovic. Působil převážně v západní části Šluknovského výběžku. Většinu jeho tvorby zničil požár roku 1842, nejznámějším dochovaným dílem je Mše D dur (Missa in D).

## Život
Pozdější varhaník a hudební skladatel Anton Rösler se narodil 26. května 1785 v mikulášovickém domě čp. 303. Jeho otec byl domkář Johann Georg Rösler, matka se jmenovala Magdalena, rozená Zimmerová. Druhý den po narození jej v kostele svatého Mikuláše pokřtil kaplan Richter. Za kmotry mu vybrali rodiče místního pekaře Josefa Heina a mlynáře Josefa Tatzaera. Z Röslerova dětství se nedochovaly žádné zprávy. 
S hudbou patrně začínal v místním kostele, hudební vzdělání získal neznámo kde (jako nejpravděpodobnější se jeví Drážďany, případně Praha či Jičín). Rovněž není doložené, kde pracoval do svých 27 let. Roku 1812 nastoupil na místo uvolněné po Johannu Puppovi jako varhaník a druhý učitel (preceptor) na místní farní škole (dům čp. 7), kde také bydlel. V září 1817 se oženil s Marií Franziskou Pietschmannovou, o devět let mladší dívkou z domu čp. 106. Dva měsíce po svatbě se jim narodilo jediné dítě, dcera Marie.
Jako varhaník hrál Rösler pravidelně na kůru kostela svatého Mikuláše v Mikulášovicích, v případě potřeby však začasté vypomáhal v okolních chrámech. Nejčastěji to byly kostel svatého Bartoloměje ve Velkém Šenově, kostel Navštívení Panny Marie v Lobendavě, kostel svatého Šimona a Judy v Lipové, kostel Nanebevzetí Panny Marie ve Vilémově či kostel svatého Martina v Brtníkách. Ve dvou prvně zmiňovaných chrámech se také dochovaly rukopisy skladeb, které Rösler sám složil. Kvůli velkému požáru Mikulášovic v roce 1842 značná část jeho díla nenávratně zmizela. Silně poškozen byl nejen kostel (věž a krovy), ale také fara (čp. 10) a farní škola, kde měl Rösler své skladby uložené.
Anton Rösler zůstal činný až do své smrti. Zemřel 26. prosince roku 1850, sedm měsíců po své ženě Marii Franzisce.

## Dílo

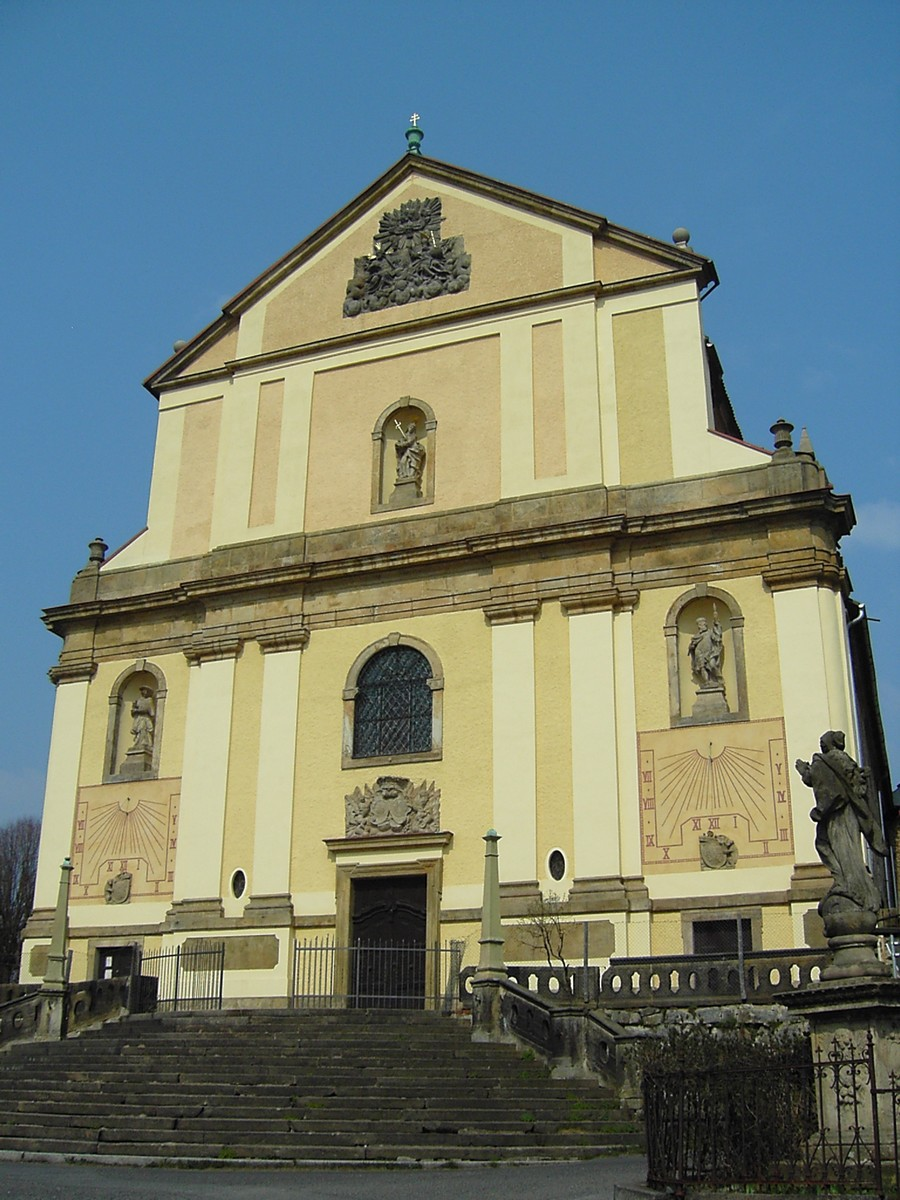
Kostel svatého Mikuláše v Mikulášovicích, kde Anton Rösler působil

Z Röslerova hudebního díla se dochovala pouze část.
- Mši D dur (Missa in D) objevil na konci 20. století v archivu lobendavského kostela varhaník Patrik Engler. Zaznívá při slavnostních příležitostech v nastudování Rumburského komorního orchestru a Vilémovského chrámového sboru.[3]
- Organo solo in F je skladba psaná v mozartovském stylu s vážnější střední částí, která je v tónině f-moll, zakončená virtuózní varhanní kadencí.[4] Ze skladby se dochovaly pouze party. Nalezena byla ve věži kostela ve Velkém Šenově.
- Aria in C „O Domine Deus“ byla rovněž nalezena ve Velkém Šenově. Ze skladby pro soprán a orchestr se dochovaly pouze party.
- Stationis a Festo Corporis Christi je cyklus čtyř sborů s doprovodem tří trubek, dvojic fléten, klarinetů, horen, tympánů a jednoho fagotu. Sbory jsou v němčině.[4]